# Cafres (povo)
Cafres ou kafs, são pessoas nascidas na Reunião de origem malgaxe e/ou africana. Eles geralmente têm origens mistas.

## Terminologia
Na Reunião, ao contrário de outros países ou regiões do sudoeste do Oceano Índico, o termo é de uso comum. Significa "qualquer indivíduo cujo fenótipo remonta mais ou menos às origens africanas e escravo malgaxe, conforme descrito pelo sociólogo Paul Mayoka em seu ensaio "A imagem do cafre". O termo também é usado para designar grupos étnicos de origem do sudeste africano de onde vieram os escravos.
O termo também é usado na frase 'fête des cafres' (festa dos cafres). Este é um dos nomes dados à celebração anual da abolição da escravatura na ilha em 20 de dezembro de 1848.

## Origens
Os ancestrais dos cafres eram escravos trazidos da África e de Madagascar para trabalhar nas plantações de açúcar; estes foram os primeiros escravos a serem introduzidos nas ilhas Mascarenhas. Os escravos vieram de Moçambique, Guiné, Senegal e Madagascar. A maioria tem suas raízes em Madagascar e na África Oriental (Moçambique, Tanzânia, Zâmbia), embora alguns descendam de fugitivos de navios piratas europeus.

## Religião
Os cafres são principalmente cristãos. Devido à definição vaga do termo, um número crescente de comorianos e maiotenses muçulmanos de segunda geração também são considerados cafres.